# Naturschutzgebiet Arnsberger Wald (Meschede)
Koordinaten: 51° 24′ 27″ N, 8° 12′ 34″ O

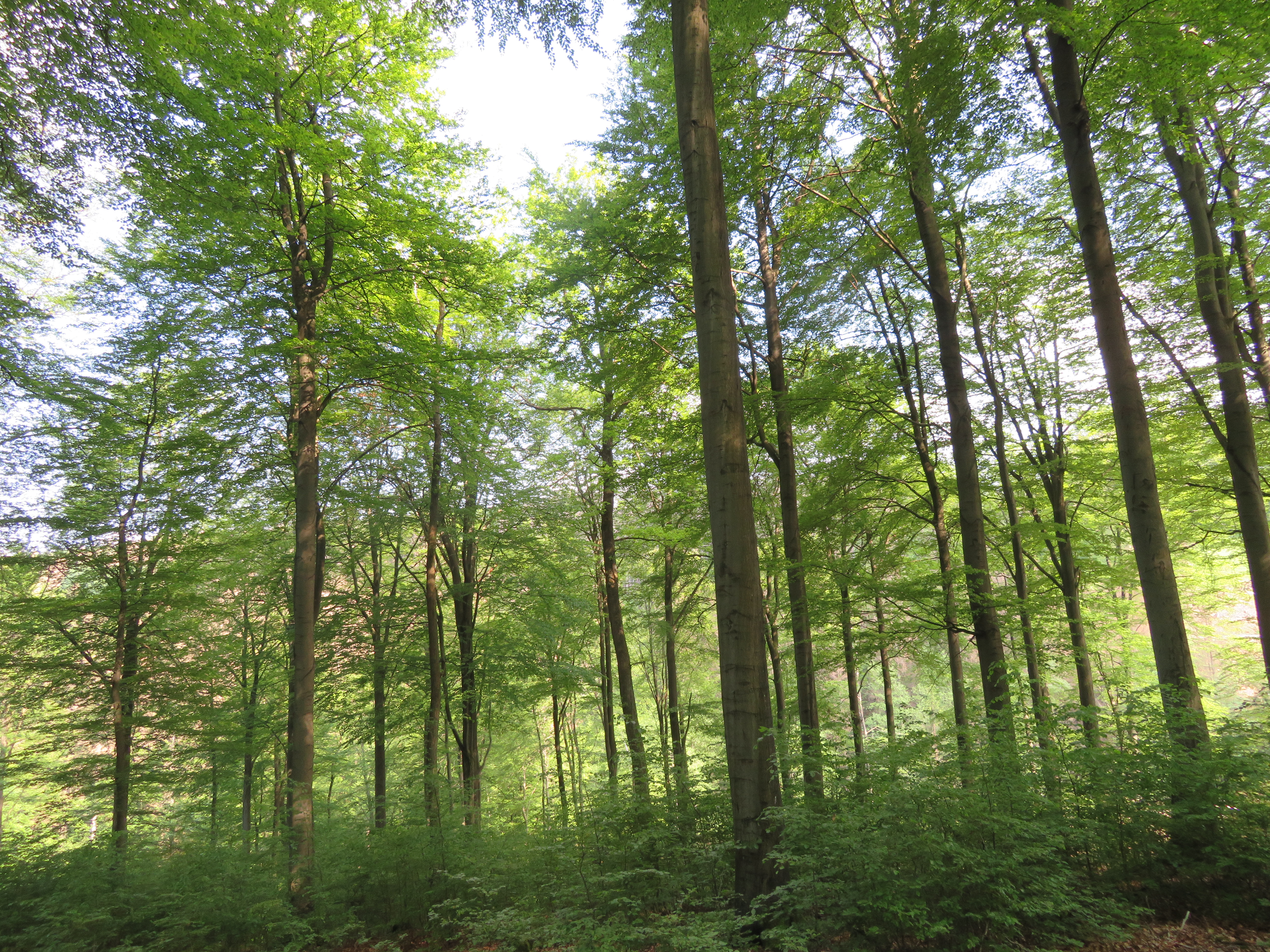
Buchenwald im Naturschutzgebiet Arnsberger Wald

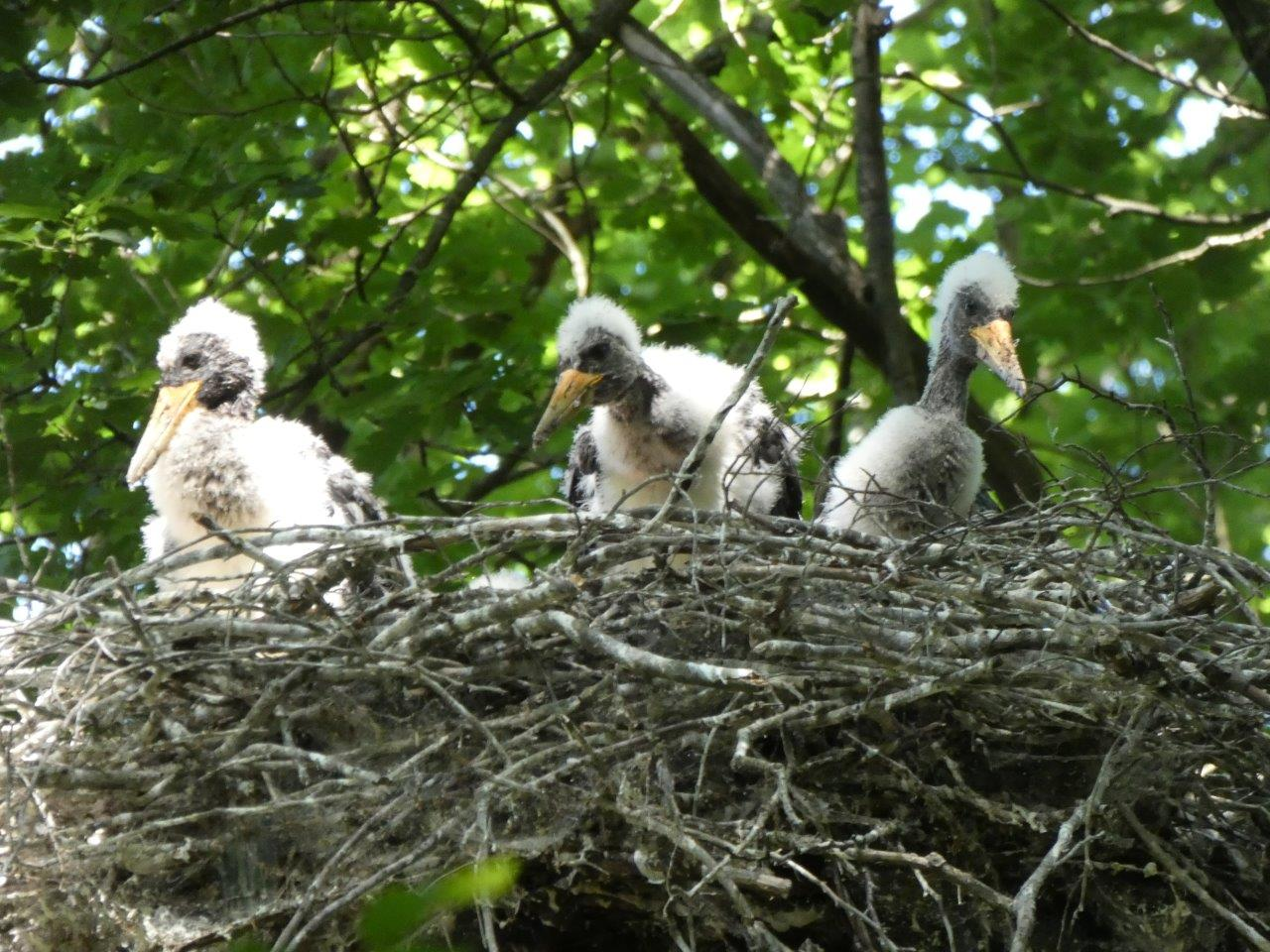
Drei 35 bis 40 Tage alte junge Schwarzstörche in einem Nest im Naturschutzgebiet Arnsberger Wald

Das Naturschutzgebiet Arnsberger Wald (Meschede) mit einer Größe von 1576,91 Hektar liegt im Stadtgebiet von Meschede im Hochsauerlandkreis. Es wurde 2020 vom Kreistag des Hochsauerlandkreises mit dem Landschaftsplan Meschede als Naturschutzgebiet (NSG) ausgewiesen. Von 1994 bis 2020 gehörte das heutige NSG großteils zum Landschaftsschutzgebiet Meschede, andere Flächen mit besonderen Biotopen zu acht verschiedenen Naturschutzgebieten. Das NSG grenzt im Norden unmittelbar an das Naturschutzgebiet Arnsberger Wald im Stadtgebiet von Warstein im Kreis Soest. An der Westgrenze liegt das Naturschutzgebiet Breitenbruch-Neuhaus im Stadtgebiet von Arnsberg. Die Ostgrenze liegt an der Bundesstraße 55. Der Großteil des Naturschutzgebietes gehört bereits seit 2004 zum 7991 Hektar großen FFH-Gebiet Arnsberger Wald (DE-4514-302). Das NSG-Gebiet gehört seit 1961 auch zum Naturpark Arnsberger Wald.

## Gebietsbeschreibung
Der dortige Wald ist hauptsächlich mit Rotbuche und Rotfichte in verschiedenen Altersklassen mit Höhlenbäume, Alt- und Totholz. Im Schutzgebiet befinden sich teilweise sehr naturnahe und frei mäandriere Fließgewässer, mit Altarmen und regelmäßig überfluteten Mäanderschleifen. Die Bäche werden teilweise von Erlenauwäldern in der Flussaue gesäumt. Im Bereich der Schotterbänke sind Pestwurz-Fluren zu finden. Auch Quellbereiche, Relikte von Weichholzauen und Sukzessionsflächen gehören zum Schutzgebiet.
Das Naturschutzgebiet Arnsberger Wald (Meschede) sieht aus wie ein Flickenteppich, weil die größeren Fichtenwaldflächen im Gebiet nicht zum NSG gehören.
In den Waldbereichen brüten regelmäßig Arten wie Schwarzspecht, Grauspecht, Buntspecht, Grünspecht und Kleinspecht sowie Grauschnäpper, Trauerschnäpper und Sumpfmeise. Auch Schwarzstorch, Wespenbussard und Rotmilan brüten im NSG.
Das NSG gehört zum Kern eines „unzerschnittenen verkehrsarmen Raumes“ (UZVR) größer als 100 Quadratkilometer. Diese seltene, großräumige Ungestörtheit macht einen wesentlichen Teil seiner Habitatbedeutung für störungsempfindliche Zielarten des Schutzgebietes aus.
Den Wert des NSG verdeutlicht, dass sich rund 100 unter gesetzlichen Biotopschutz nach § 30 BNatSchG stehende Biotope im NSG befinden.

## Schutzzweck
Zum Wert des NSG führt der Landschaftsplan auf: „Im Verein mit entsprechenden NSG-Festsetzungen im westlich angrenzenden Stadtgebiet „Arnsberg“ Erhaltung und Weiterentwicklung flächengroßer Buchenwaldgesellschaften mit Anteilen von Eichen-Hainbuchenwäldern, verbindenden naturnahen Fließgewässern und deren begleitenden Erlen-Eschenwäldern; besondere Berücksichtigung der vorhandenen und entwicklungsfähigen, ökologisch wertvollen Kleinstrukturen wie Alt- und Totholz, sickerfeuchte und quellige Bereiche, naturnahe Fließgewässer u. a.; Schutz der damit verbundenen Vorkommen gefährdeter / störungsempfindlicher Arten insbesondere durch Optimierung ihrer Brut- und Nahrungshabitate (Horst- und Höhlenbäume u. Ä.); Sicherung eines „unzerschnittenen verkehrsarmen Raumes“ der höchsten Flächenkategorie „> 100 km²“ vor baulicher Inanspruchnahme in Ergänzung des umgebenden Landschaftsschutzgebiet Meschede und damit zusammenhängend auch der Erlebnisqualität dieses Raumes; rechtliche Umsetzung der FFH-Gebietsmeldung DE 4514-302 „Arnsberger Wald“ und Präzisierung der diesbezüglichen allgemeinen Schutzvorschriften des § 33 BNatSchG (in diesem Kontext auch Komplettierung durch das Naturschutzgebiet Bormecke); Erhaltung der Relikte früherer Landnutzungen wie Hohlwege (Extrembeispiel: der „Enster Graben“), Pingen, Ackerterrassen u. Ä. und deren Würdigung in den Maßnahmekonzepten, um mehr öffentliches Verständnis für dieses Kulturerbe zu wecken (naturgeschichtliche / landeskundliche Gründe).“

## Zusätzliche Vorschriften, Verbote und Entwicklungsmaßnahmen im NSG
Auf bestimmten Teilflächen innerhalb des NSG dürfen weiterhin Nadelhölzer mit einem Anteil von maximal 20 % einzelstammweise, trupp-, gruppen- oder horstweise anbebaut werden. Eine Umbestockung zugunsten des Laubholzanteils erfolgt nur im Einvernehmen mit dem Eigentümer.
Auf drei Flächen im unteren Giesmecketal ist nur eine 2-malige jährliche Mahd erlaubt und zudem jegliche Gras-Nachsaat auf diesen Grünlandflächen verboten da diese Flächen von der LANUV als „vegetationskundlich wertvolles Grünland“ erfasst wurden.
Als zusätzliche Entwicklungsmaßnahme sollen nicht bodenständige Arten, gemeint ist die Fichte, auf den Sonderstandorten Täler und Moorböden entfernt, also abgesägt werden.